# Beaumont-du-Périgord
Beaumont-du-Périgord – miejscowość i dawna gmina we Francji, w regionie Nowa Akwitania, w departamencie Dordogne. W dniu 1 stycznia 2016 roku z połączenia czterech ówczesnych gmin – Beaumont-du-Périgord, Labouquerie, Nojals-et-Clotte oraz Sainte-Sabine-Born – utworzono nową gminę Beaumontois en Périgord. Siedzibą gminy została miejscowość Beaumont-du-Périgord. W 2013 roku populacja Beaumont-du-Périgord wynosiła 1119 mieszkańców. 